# Girigorij Junkierajt
Grigorij F. Junkierajt, ros. Григорий Ф. Юнкерайт (ur. ?, zm. prawdopodobnie w latach 60. lub 70. XX wieku w ZSRR) – radziecki wojskowy narodowości niemieckiej, dowódca oddziału karnego na Smoleńszczyźnie, a następnie śledczy SD w Borysowie podczas II wojny światowej.

## Biografia
Pochodził z niemieckiej rodziny z Powołża. Służył w Armii Czerwonej. Po ataku wojsk niemieckich na ZSRR 22 czerwca 1941 r., przeszedł dobrowolnie na stronę Niemców. Początkowo był hiwisem, pełniąc różnego rodzaju czynności pomocnicze w oddziałach wojskowych Wehrmachtu. Wiosną 1942 r. został dowódcą rosyjskiej pomocniczej policji porządkowej we wsi Siemlowo na okupowanej Smoleńszczyźnie. Wkrótce sformował i stanął na czele 50-osobowego ochotniczego oddziału karnego, który działał w rejonie siemlowskim obwodu smoleńskiego. Pacyfikował on okoliczne wsie i wyłapywał w lasach ukrywających się wojskowych Armii Czerwonej. W marcu 1943 r. oddział wraz z wojskami niemieckimi wycofał się na zachód, do rejonu chisławiczenskiego Smoleńszczyzny, a następnie na okupowaną Białoruś. Tam Niemcy mianowali G. F. Junkierajta śledczym SD w okupowanym Borysowie w stopniu Untersturmführera. Otrzymał 3 odznaczenia wojskowe. Podczas operacji „Bagration” ukrył się w okolicznych lasach, po czym ujawnił się przed Sowietami jako zbiegły jeniec wojenny pod fałszywym nazwiskiem Iwanienkow. Zmobilizowano go do Armii Czerwonej. Służył w kompanii karnej. Podczas walk z Niemcami w Prusach Wschodnich pod koniec 1944 r. został ciężko ranny. Po wyleczeniu zdemobilizowano go. Zamieszkał w mieście Wyksa, gdzie pracował jako ślusarz w kombinacie metalurgicznym. W 1956 r. został rozpoznany i aresztowany przez KGB. Po procesie skazano go na karę 25 lat łagrów. Wiadomo, że nie dożył wyjścia na wolność.